# Listera
Listera é um género botânico pertencente à família das orquídeas (Orchidaceae).